# Kim Jin-cheol
Kim Jin-cheol (kor. 김 진철; ur. 7 sierpnia 1989) – południowokoreański zapaśnik w stylu wolnym. Olimpijczyk z  Londynu 2012, gdzie zajął jedenaste miejsce w kategorii 55 kg.
Osiemnasty na mistrzostwach świata w 2018. Brązowy medalista mistrzostw Azji w 2012. Triumfator igrzysk wojskowych w 2015 roku.